# セイの法則
セイの法則（セイのほうそく、セーの法則、英: Say's law, 仏: Loi des débouchés）とは「供給はそれ自ら需要をつくりだす」という命題に要約される経済学上の見解。一般に経済を四つの分野（生産物市場、労働市場、債券市場、貨幣市場）に分類し、貨幣市場を除いた残りの財市場において「全体としての需要と供給がつねに等しい」と考える体系がセイの法則であると考えられている。「非貨幣市場の総供給と総需要は常に一致する」という原則。
フランスの経済学者ジャン＝バティスト・セイによって発見され、「セイ法則」、「販路説」などとも呼ばれる。「近代経済学の父」リカードが採用したことから、マルクス、ワルラス、ヒックスといった多くの経済学者によって継承されたが、ケインズ『一般理論』(1937年)によって否定され、その問題点が広く認知されるようになった。シュンペーターは「経済分析の歴史」の中で「この法則は社会の総量には当てはまらない。それは太陽系の天体全ての重量を足し合わせたることが無意味であるように（無意味）」と述べている。

## 概要
あらゆる経済活動は物々交換にすぎず、需要と供給が一致しないときは価格調整が行われ、仮に従来より供給が増えても価格が下がるので、ほとんどの場合需要が増え需要と供給は一致する。それゆえ、需要（あるいはその合計としての国の購買力･国富）を増やすには、供給を増やせばよいとする。
ジャン＝バティスト・セイが著書『経済学概論』第1巻第15章「販路」に叙述したことからセイの販路法則と呼ばれることもある。単に「セイ法則」とも呼ぶ。セイの法則が主張する重要な点は、経済の後退は財・サービスへの需要不足や通貨の不足によるものではないとする点にある。
セイは、経済や景気の好転、あるいは購買力のさらなる増強は、ただ生産力の増強によってのみなされるのだとの社会的な洞察をもっていた。そこで不況の原因が行政府による消費支出の不足や、通貨としての金（金塊Bullion）の調達・供給不足にあるとする分析に対して、その批判の矛先を向けていた。
ジョン・スチュアート・ミルは、生産につながらない消費（非生産型の消費）の増大による経済刺激策をセイの法則を引用することで批判した。
なおセイ本人は、後代にセイの法則に付け加えられたこまかな定義をつかうようなことはなく、セイの法則とは、実際には同時代人や後代の人たちによって洗練されたものである。その断定的で洞察に富んだ表現から、セイの法則は、ジェームズ・ミルやデヴィッド・リカードなどによって再述され、発展して行き、1800年代中頃から1930年代まで経済学のフレームワークとなった。
セイの法則については、現代では好況等で十分に潜在需要がある場合や、戦争等で市場供給が過小な場合に成り立つ限定的なものと考えられており、また一般に多数の耐久財・資本財がある経済を想定していないことが指摘されている（耐久財のディレンマ）。またセイの法則そのものは後世の研究者により現代においても成熟されつづけている未完成のものであり、たとえば技術革新による供給能力の変化と生産調整による供給能力の変化の違いなどの現実のディテールなどは想定していない。また生産されたものがつねにあらゆる状況で財であることが暗黙の前提となっており、生産され供給されつづける財が累積的に人への効用を拡大させることを前提としている。この点がのちにオーストリア学派により批判された（限界効用理論、限界効用逓減の法則）。
一般過剰供給論争における過少消費説に対するセイの反論は、その多くがマルサスへの書翰の中において述べられている。すなわち

## 「セイの法則」に対する議論
セイの法則に相対する考え方として、同時代に発生した一般過剰供給論争における、トマス・ロバート・マルサスやジャン＝シャルル＝レオナール・シモンド・ド・シスモンディ、および後代のジョン・アトキンソン・ホブソンによる過少消費説がある。また彼らを先駆者としたジョン・メイナード・ケインズによる有効需要の原理がある。ケインズは投資需要によって消費性向とあいまって経済全体の供給量がマクロ的に決定されると主張した。また貯蓄投資の所得決定理論において、セイの法則が貯蓄（供給）は常に投資（需要）されることで両者が一致すると説明した貯蓄投資の利子率決定理論を批判し、むしろ投資に見合うように貯蓄が決まることを主張した。
セイの法則として著名な「供給はそれ自らの需要を生み出す」という文言について、ポール・デヴィッドソンによればセイのオリジナルではなく、1803年にジェームズ・ミルがセイの著作を翻訳するさいにそのような要約が登場したと指摘する。またセイら古典派の貨幣観を「ヴェール」と呼んだのはミルであるとする。

## 命題としての「セイの法則」
ケインズの体系においては、セイの法則はただ単に「供給された量は必ず需要される」という命題として捉えられている。この場合に価格調整（需要不足のときは自動的に価格が下がるメカニズム）は、命題を成立させる十分条件の代表例の一つにすぎない。
現代経済では、資本財市場か資本用役(賃貸/サービス)市場のどちらか一方でしか価格調整は機能しないことが多い（耐久財のディレンマ）。鉄道輸送や電力供給などの場合、サービス（用益）需給の市場均衡に資本財市場は従属しており、列車や発電機の需給はセイの法則が想定する均衡システムの例外となる。またマンションなど戸売り（財市場）と賃貸（用益市場）が並存している市場においても、賃貸オーナーは市中金利と年間償却額より十分賃料価格が高い（低い）場合は投資用マンションを購入（売却）するため、おおむね財市場が用益市場に従属性をもつ関係にある。
このように資本財が用益市場の均衡に従属し独自の調整が利かない場合、資本財への投資が旺盛なとき（自然成長率が実質金利より十分に高いとき）にはこの命題（供給は必ず需要される）は真であるが、投資が旺盛でないときには偽となる。

## 通貨切り下げ競争
成熟した経済圏の間で、不況時にしばしば自国通貨の切り下げ競争が行われることがある（通貨安競争を参照）。自国通貨の価値を相手国の通貨より引き下げることは一見、自国の購買力を損なうように思えるが実際には生産増を通じて購買力が増すこの現象は、セイの法則が示す「生産力の増強が購買力の増強につながる」を如実に示現している。